# André Vercruysse
Pour les articles homonymes, voir Vercruysse.
André Vercruysse est un coureur cycliste sur route belge des années 1920,.

## Palmarès
- 1920
  -  Médaillé de bronze en route par équipe aux Jeux olympiques d'Anvers